# Оглала

Прапор оглала

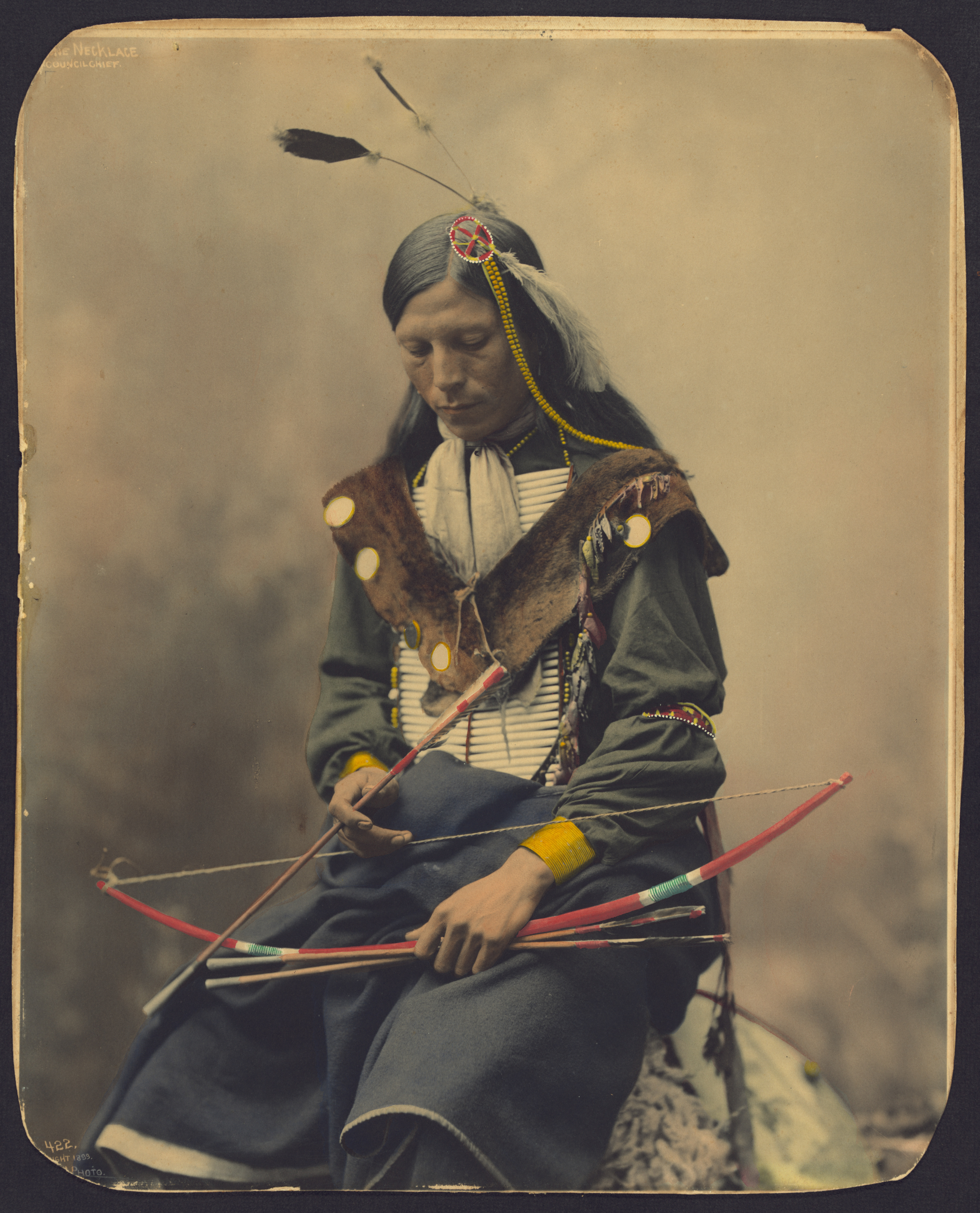
Chief Bone Necklace (1899)

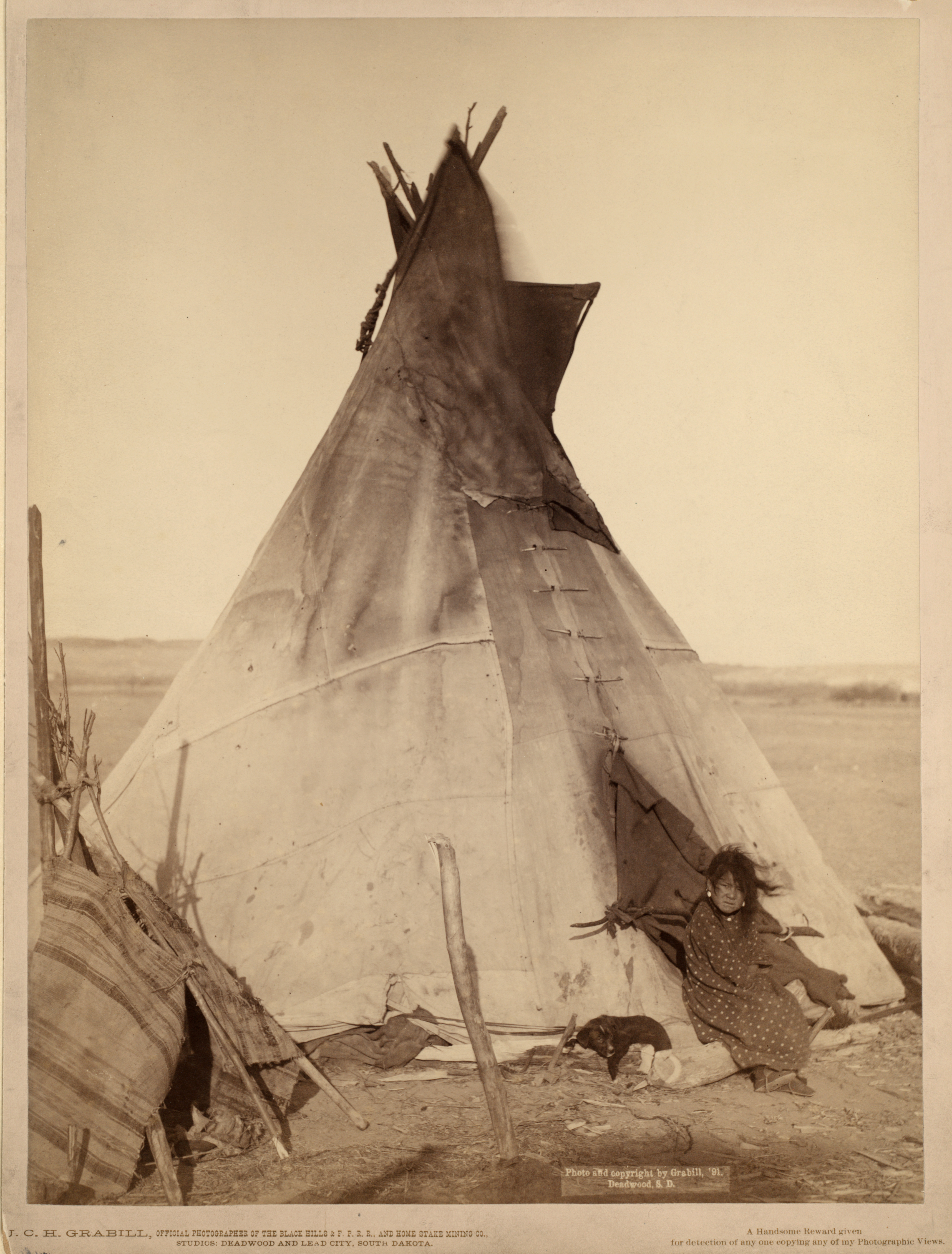
Дівчинка оглала біля тіпі

Оглала — індіанська група племен народу лакота мовної сім'ї сіу. Назва групи походить від слова мовою лакота і означає розкидатися або розійтися самі по собі. Входить до складу народу лакота.
Оглала відділилися від інших лакота на початку XIX століття і влаштувалися між Блек-Гіллс і гирлом Бед-Рівер на території сучасного штату Південна Дакота. До складу оглала входило близько 20 племен, кожне з яких було розділене на групи (tiyośpaye), які, в свою чергу, складалися з ряду невеликих сімейних таборів (tiwahe). Протягом року невеликі табори були розкидані по всій території, а в окремих випадках, наприклад, при полюванні на бізонів — збиралися разом (tiyośpaye). Щоліта, звичайно на початку червня, групи збиралися на щорічний священний Танець Сонця.
Відносини оглала з першими європейськими колонізаторами складалися досить миролюбно: оглала радо приймали торговців і мандрівників у своїх таборах. Але з 1840 року, з зростанням потоку переселенців на Дикий Захід відносини між оглала і білими людьми погіршились. Ситуація загострювалася і в підсумку призвела до серії війн, які тривали до кінця 1870-х років.
Нині більшість оглала проживають у своїй резервації Пайн-Ридж, яка займає територію в 8984,306 км² і розташована на півдні Південної Дакоти.

## Населення
Чисельність оглала в 1825 році становила 1500 осіб, в 1840 — 2500 чол., 1856 — 3200 чол., 1868 — 3000 чол., 1877 — 6035 чол., 1882 — 702 чол., 1890 — 4452 чол., 1902 — 6602 чол., 2008 — 42357 осіб.